# Aad de Haas
Adrianus Johannes (Aad) de Haas (Rotterdam, 30 december 1920 - Schaesberg, 21 maart 1972), was een Nederlands beeldhouwer, graficus en kunstschilder, wiens werk meestal wordt gekarakteriseerd als figuratief expressionistisch.

## Levensloop
Hij groeide op in een katholiek milieu en studeerde, na de MULO, aan de Rotterdamse Academie van Beeldende Kunsten.
De Haas maakte het bombardement op Rotterdam mee. Zijn werk werd door de bezetter als ‘entartet’ bestempeld en hij belandde in de gevangenis. In 1944 wist hij met zijn vrouw Nel naar Zuid-Limburg te vluchten, waar hij zijn verdere leven zou verblijven en werken als bewogen en maatschappelijk betrokken kunstenaar. Vanaf 1952 woonde hij in Kasteel Strijthagen in Schaesberg.
In de jaren na de Tweede Wereldoorlog speelde hij een geheel eigen rol in het Limburgse kunstklimaat. Hij wees trendgevoelige ontwikkelingen resoluut af en bleef werken in een zeer bijzonder en persoonlijk oeuvre in een figuratieve, expressionistische traditie. Bij De Haas was deze eigenwijsheid geen stilistische kwestie. Hij wordt gekenmerkt door een absolute versmelting van zijn leven en werk en door een niet aflatende productie: hij kon niet anders dan ‘mooie dingen’ maken, geheel voor zijn ‘eigen gein’. De Haas was in zijn werkhouding en leven altijd een tikkeltje tegendraads; activisme en autonomie gingen bij hem hand in hand.
Aad de Haas overleed in 1972 al op 51-jarige leeftijd en liet een groot oeuvre na van werken in verschillende technieken en stijlen, die herkenbaar zijn unieke beeldtaal en de voor hem belangrijke universele thema’s weerspiegelen. Religie, lijden, macht, verzet, verleiding en erotiek zijn terugkerende thema’s in zijn werk, die dikwijls verweven worden met ervaringen uit zijn persoonlijke leven. Het werk van De Haas houdt de samenleving als het ware een spiegel voor: uit zijn kunst spreekt een geweten.
De Haas' naam wordt vooral verbonden met het conflict om zijn muurschilderingen in de Sint Cunibertuskerk te Wahlwiller. Tegen deze kruiswegstaties, die hij in 1947 voltooide, groeide weerstand van kerkelijke zijde en ze moesten uiteindelijk op last van het Bisdom Roermond, onder het episcopaat van bisschop Guillaume Lemmens, worden verwijderd. In 1981 konden ze pas, met hulp van bisschop Jo Gijsen, terugkeren. In 1996 biedt bisschop Frans Wiertz namens de rooms-katholieke kerk excuses aan en wordt De Haas postuum gerehabiliteerd.
In 1949 werd De Haas door de Stichting Kunstenaarsverzet 1942-1945 gelauwerd met de Prijs van de Stichting Kunstenaarsverzet. De Stadsgalerij Heerlen kocht in 1994/1995 van de erven een deel van de artistieke nalatenschap van De Haas. Deze aanwinst omvatte ruim 250 werken (schilderijen, tekeningen, monotypes en grafiek). Tegenwoordig is de grootse collectie Aad de Haas bij elkaar gebracht in de gemeentelijke collectie SCHUNCK (Heerlen). Verder is werk van de kunstenaar opgenomen in Nederlandse museum- en privécollecties.  

## Sint-Cunibertuskerk (Wahlwiller)

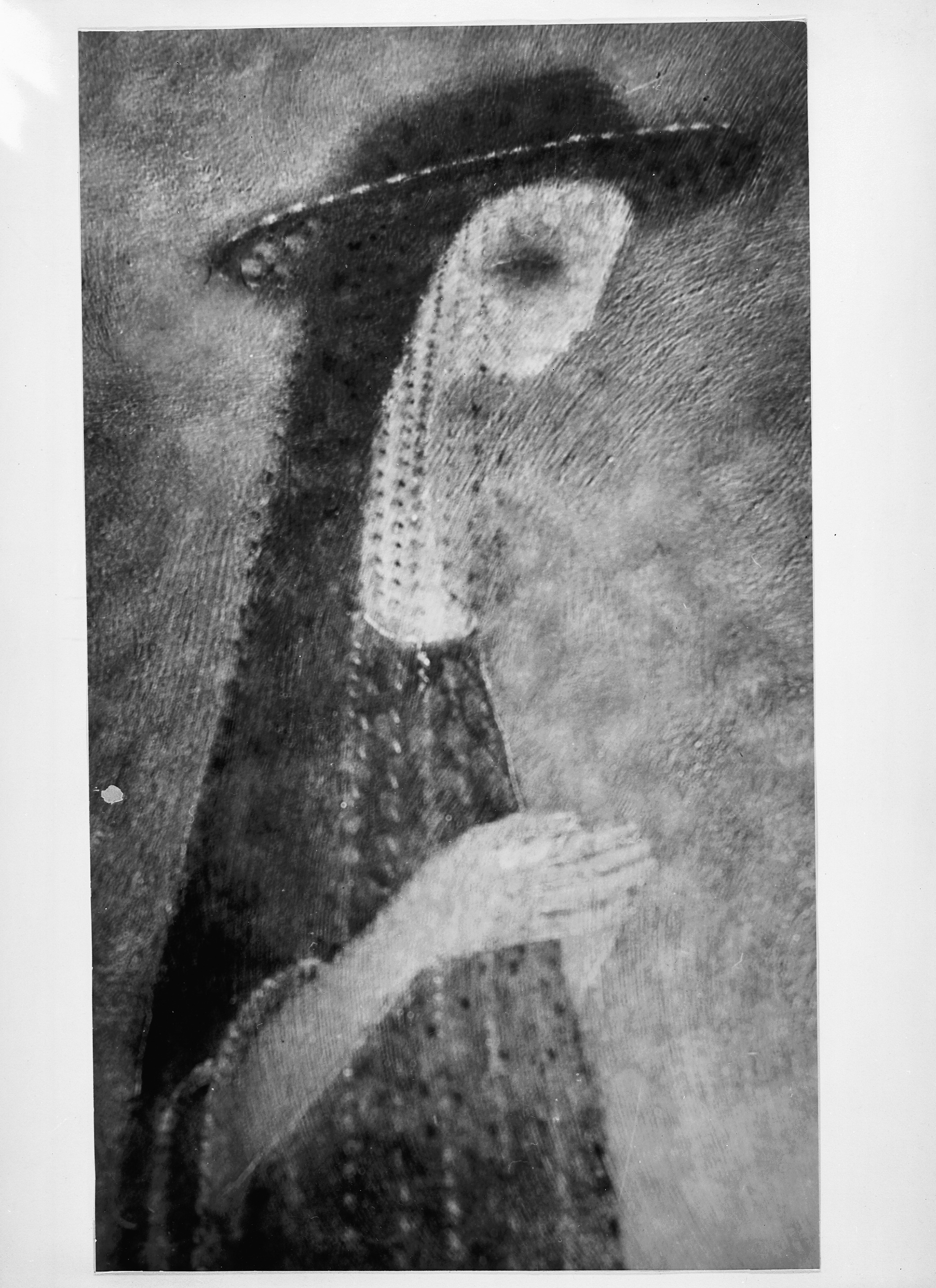
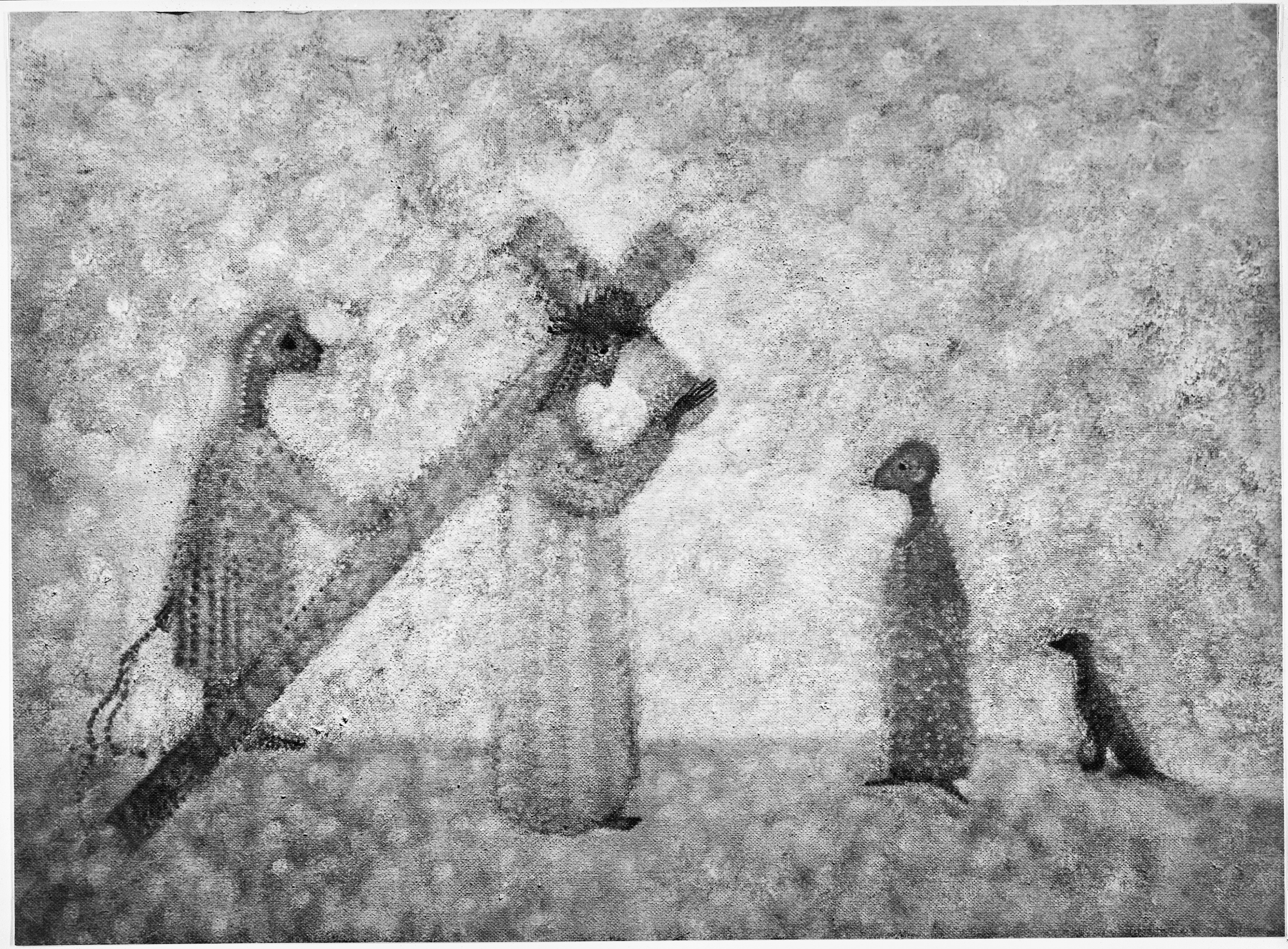
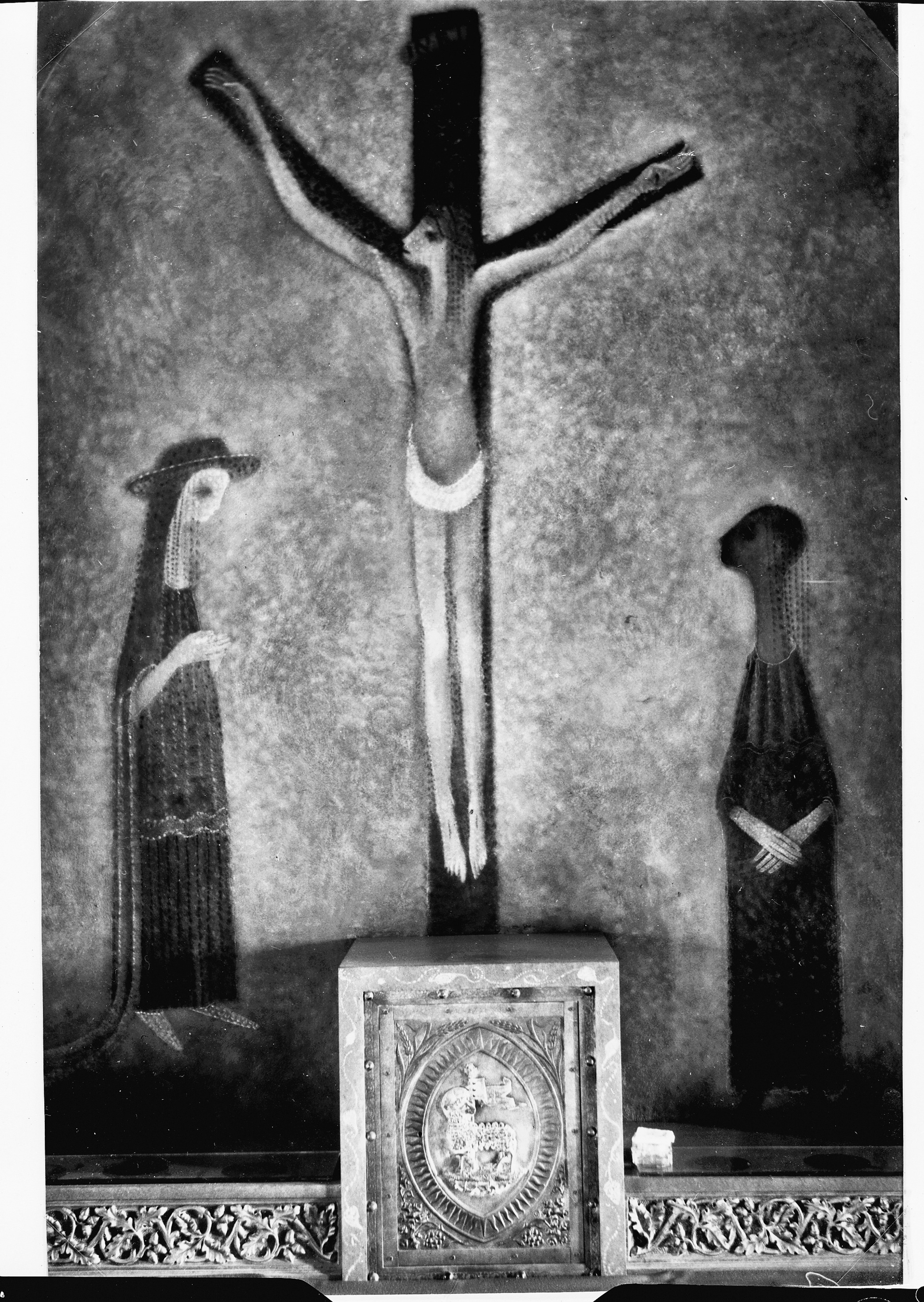
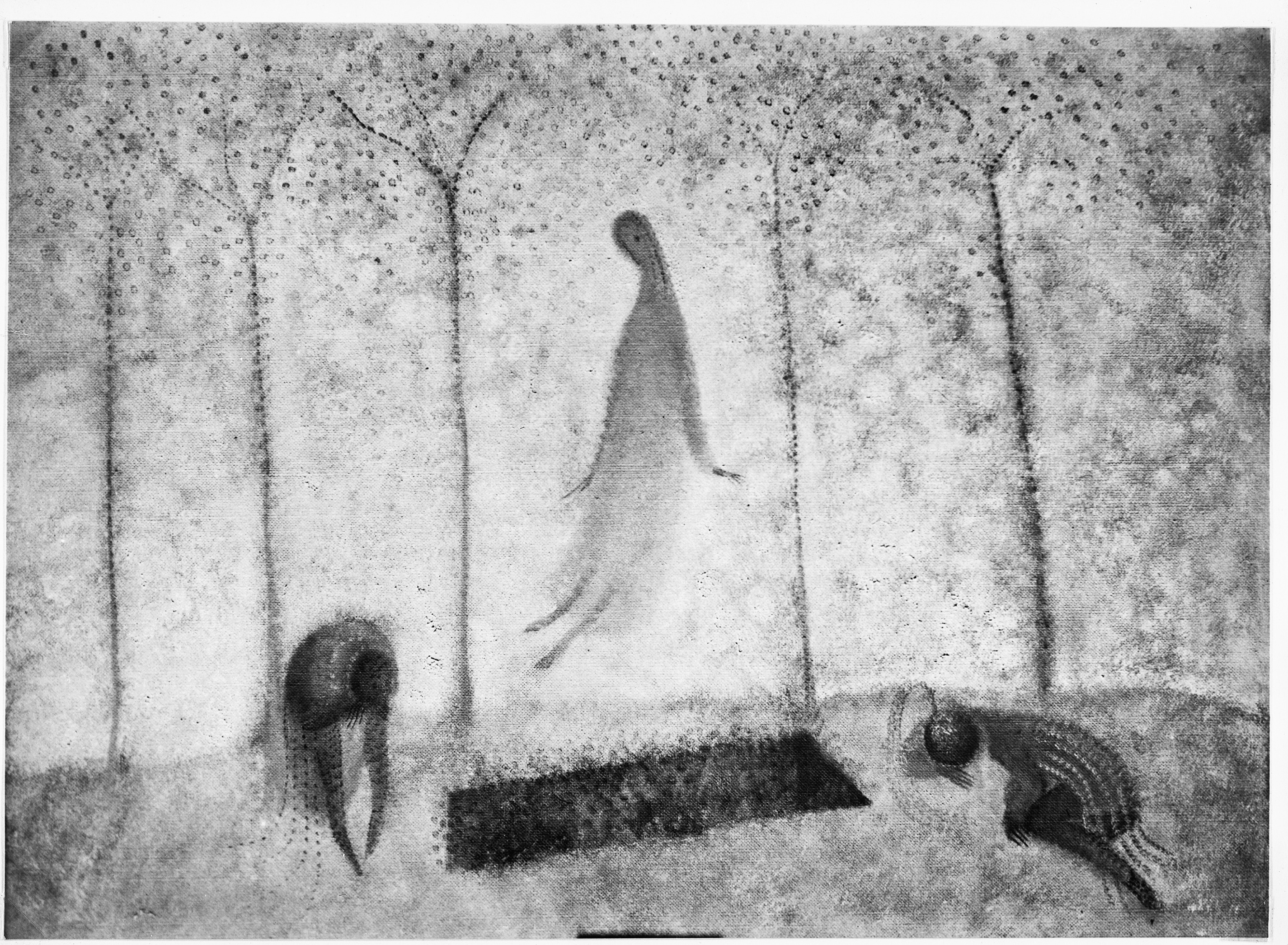
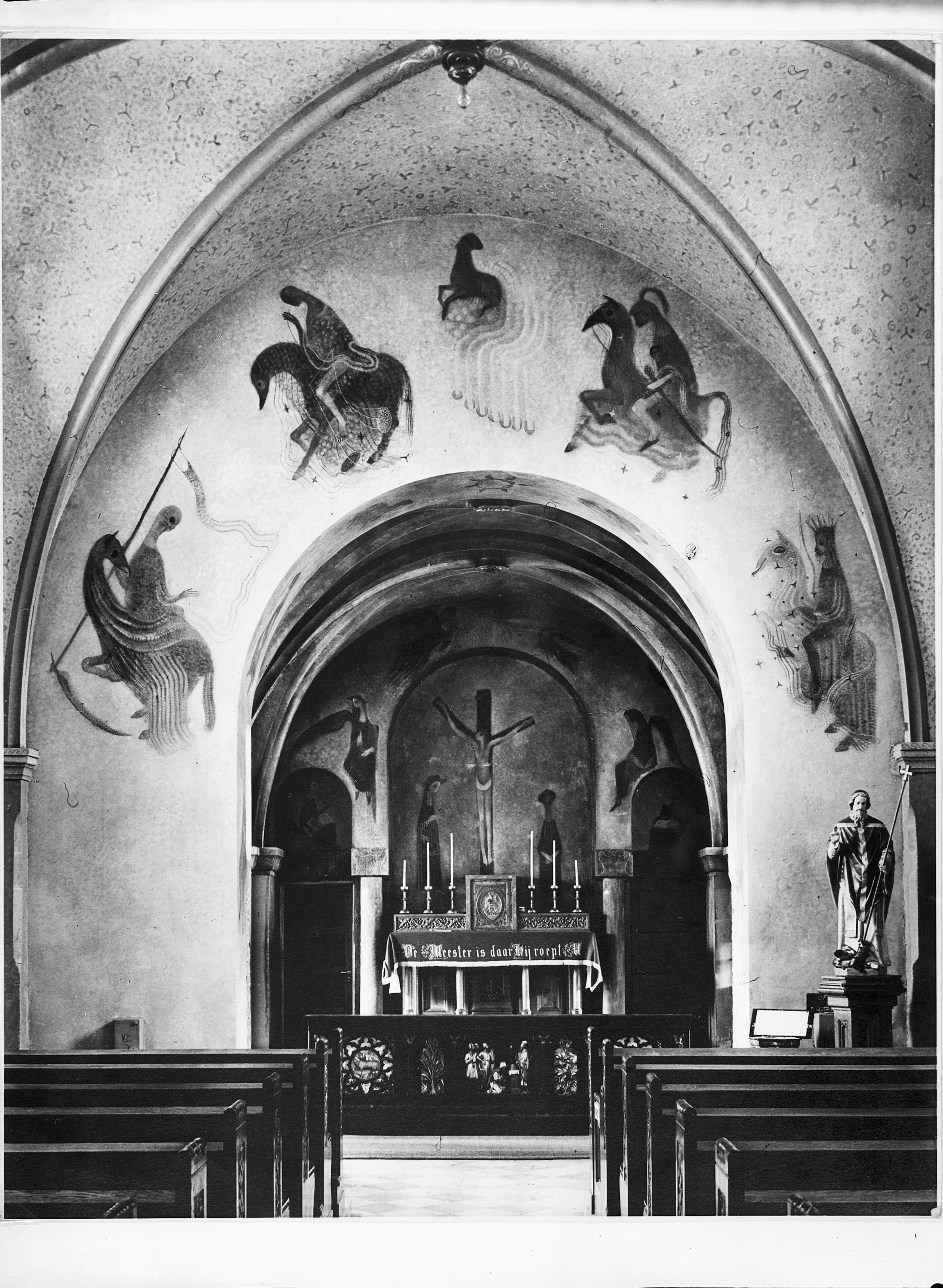